# ماینهد
ماینهد (به انگلیسی: Minehead) یک شهرک در بریتانیا است که در انگلستان واقع شده‌است.

## خصوصیات
ماینهد ۱۱٬۹۸۱ نفر جمعیت دارد.